# Simulium usovae
Simulium usovae es una especie de insecto del género Simulium, familia Simuliidae, orden Diptera.

## Distribución
Se distribuye por Noruega.

## Taxonomía
Fue descrita científicamente por Golini, 1987.